# Psilops
Psilops – rodzaj jaszczurek z rodziny okularkowatych (Gymnophthalmidae).

## Zasięg występowania
Rodzaj obejmuje gatunki występujące endemicznie w Brazylii. 

## Systematyka

### Etymologia
- Psilophthalmus: gr. ψιλος psilos „nagi, gładki”; οφθαλμος ophthalmos „oko”[2].
- Psilops: gr. ψιλος psilos „nagi, gładki”; ωψ ōps, ωπος ōpos „oblicze, oko”[1]. Nazwa zastępcza dla Psilophthalmus Rodrigues, 1991 (nazwa zajęta przez Psilophthalmus Szépligeti, 1902 (Hymenoptera, Braconidae)).

### Podział systematyczny
Do rodzaju należą następujące gatunki: 
- Psilops mucugensis
- Psilops paeminosus
- Psilops seductus